# Sant Pere del Rourell
Sant Pere és una església parroquial al centre de la població del Rourell (Alt Camp) sota l'advocació de sant Pere apòstol. L'edifici està protegit com a bé cultural d'interès local. La parròquia és sufragània de la de Sant Martí del Morell (Tarragonès), adscrita a l'arxiprestat del Tarragonès Ponent de l'arquebisbat de Tarragona.

## Arquitectura
Es tracta d'un edifici de grans dimensions, d'una sola nau de quatre trams amb capelles laterals i absis semicircular. La volta és de canó amb llunetes. La separació dels trams es reflecteix exteriorment per grans contraforts de maçoneria i maó.
La façana, arrebossada imitant carreus, és simètrica i presenta una porta centrada, emmarcada per grans dovelles de pedra, i coronada per un fris amb cornisa motllurada, al centre de la qual es troba una fornícula d'arc de mig punt amb una imatge de la Verge. A la part superior hi ha una obertura circular. L'acabament de la façana es soluciona mitjançant un frontó triangular. La torre s'eleva a l'esquerra. És de planta quadrada i cos vuitavat.
A la porta de l'edifici hi ha la data incisa del 1777.